# Holmedalssjön
Holmedalssjön är en sjö i Årjängs kommun i Värmland och ingår i Göta älvs huvudavrinningsområde. Sjön är 14 meter djup, har en yta på 1,1 kvadratkilometer och är belägen 129 meter över havet.

## Delavrinningsområde
Holmedalssjön ingår i det delavrinningsområde (660170-128212) som SMHI kallar för Utloppet av Holmedalssjön. Medelhöjden är 170 meter över havet och ytan är 9,26 kvadratkilometer. Det finns ett avrinningsområde uppströms, och räknas det in blir den ackumulerade arean 24,64 kvadratkilometer. Vattendraget som avvattnar avrinningsområdet har biflödesordning 3, vilket innebär att vattnet flödar genom totalt 3 vattendrag innan det når havet efter 261 kilometer. Avrinningsområdet består mestadels av skog (69 procent). Avrinningsområdet har 1,19 kvadratkilometer vattenytor vilket ger det en sjöprocent på 12,8 procent.